# Sarcoxylon
Sarcoxylon es un género de hongos en la familia Xylariaceae.